# Gabriël Prinsenberg
Gabriël Joseph Antonius Prinsenberg (Gouda, 1932) is een Nederlandse sociaal agoog, counselor, docent en auteur. Hij werkt deels vanuit een antroposofische invalshoek. Binnen die kring – maar ook daarbuiten – wordt hij gezien als een van de pioniers van de 'biografische hulpverlening', een methode die het levensverhaal van de cliënt bij de psychosociale hulpverlening centraal stelt. Prinsenberg schreef meerdere boeken over dit onderwerp, waarvan er enkele vertaald zijn in het Duits.

## Levensloop
Geboren en getogen in Gouda, begon Prinsenberg zijn leven met een moeizame jeugd. Hij verloor zijn moeder toen hij drie jaar oud was, moest als kind drie jaar kuren in een tuberculose-instelling en maakte tijdens de Tweede Wereldoorlog de hongerwinter mee. Dankzij een actie van het Nederlandse Rode Kruis kon hij na de oorlog, samen met duizenden andere longpatiëntjes, drie maanden naar Zwitserland om daar aan te sterken. Zijn vader overleed toen hij 16 jaar oud was, waarna hij achterbleef met zijn stiefmoeder. Om in het levensonderhoud te voorzien onderbrak hij zijn schoolopleiding en werkte enige jaren als plateelschilder bij de aardewerkfabriek Regina te Gouda. Mede door de ervaringen in zijn jeugd ontwikkelde hij een interesse in de persoonlijke levensverhalen van mensen ('persoonlijk biografie'). Via een aanvankelijk autodidactische en later ook professionele scholing werd hij achtereenvolgens sociaalpedagogisch hulpverlener, maatschappelijk werker, groepspsychotherapeut en methodiekdocent aan Hogeschool De Horst te Driebergen, en daarna docent, supervisor en trainer aan de Voortgezette Opleiding voor Sociale Beroepen in Amsterdam.

## Werk
Prinsenberg is vooral bekend vanwege zijn belangrijke werk op het gebied van de biografische hulpverlening. Biografische hulpverlening is een agogische werkwijze waarbij het levensverhaal van de cliënt met een specifieke hulpvraag centraal staat. De focus ligt op het verkennen van lief en leed dat het leven van een persoon richting heeft gegeven en op welke wijze men daarmee is omgegaan. Biografische hulpverlening helpt de cliënt te begrijpen hoe bepaalde belevenissen uit het verleden nog steeds invloed hebben op het huidige leven en hoe deze kunnen worden verwerkt. Net als bij psychotherapie is het doel om mensen te helpen bij het omgaan met mentale klachten, zoals depressie, angst, traumatische ervaringen en verslaving, naast het meer algemene doel van persoonlijke ontwikkeling.
Als jeugdige hulpverlener was Prinsenberg zich al bewust van het belang van de wederwaardigheden tijdens de levensloop en de invloed daarvan op de persoonlijkheid. Op de opleiding voor maatschappelijk werk en andere agogische opleidingen werd hieraan weinig aandacht gegeven. Tijdens zijn werk als beginnend maatschappelijk werker werden biografische thema's in toenemende mate een steun om mensen te helpen met hun hulpvraag. Begin jaren tachtig verdiepte hij zich in het werk van professor Lievegoed, indertijd een bekend antroposofisch psychiater en organisatiedeskundige, en een van de eersten die het belang inzag van een meer psychologische, holistische benadering van de menselijke levensloop. Prinsenberg ontwikkelde zich tot biografisch hulpverlener, waarbij met name het groepsdynamische element en later, met zijn partner Olga Bohnsack, ook het kunstzinnige aspect werd benadrukt. Vanuit zijn counseling-praktijk ontwikkelde hij een eigen methode, waarbij de cliënt werd aangemoedigd om het eigen levensverhaal te vertellen. Zijn ervaringen uit de praktijk resulteerden in 1992 in de publicatie De tocht door het labyrint. Biografisch werken als methode voor sociale beroepen en in 2005 in Biografisch werken en leren. Het levensverhaal in kaart brengen.
Met enkele collega's richtte hij een beroepsvereniging op voor psychosociale hulpverleners vanuit de antroposofie. Hij begon een tijdschrift voor deze doelgroep, dat later een vervolg kreeg in de nog bestaande, als emailnieuwsbrief verzonden periodiek BioGraphein. Prinsenberg was betrokken bij de oprichting van de opleiding voor psychosociale hulpverlening De Kleine Prins in Den Haag. Samen met zijn levenspartner en beeldend kunstenaar Olga Bohnsack richtte hij het Instituut Labyrint voor Biografie en Kunst op, dat trainingen en seminars bij zorginstituten in Nederland, Duitsland, België, Frankrijk en Bulgarije verzorgde. Daarnaast gaf hij gastcolleges aan opleidingen in binnen- en buitenland, onder andere aan de Hochschule für Künste im Sozialen te Ottersberg (bij Bremen). Gedurende de eerste twee decennia van de 21e eeuw gaf hij cursussen als HOVO-docent (hogere opleiding voor ouderen) bij de Universiteit Utrecht en de Hogeschool Utrecht–Amersfoort.
Naast het redigeren van een eigen periodiek en bijdragen aan diverse tijdschriften schreef Prinsenberg meerdere boeken over het vak biografische hulpverlening. Hij was de eerste auteur die in 1992 met De tocht door het laybyrint een methodiekboek schreef over dit onderwerp. Ina Brouwer schreef een uitgebreide recensie in het Tijdschrift voor geestelijk werk. Dit boek werd ook uitgegeven in België, Duitsland en Zwitserland. In 2014 verscheen In de middag van het leven, over het ouder worden en het zoveel mogelijk betrekken van ouderen in het leven van alledag. Zijn publicatie Biografisch leren en werken. Het levensverhaal in kaart brengen – waarvan in 2020 de vierde, herziene druk verscheen – kan gezien worden als een handboek voor deze methode. Prinsenberg werd tevens gevraagd als gastauteur voor publicaties van anderen over dit onderwerp.